# Hemiodontidae
Hemiodontidae (напівзубі або геміодові) — маловідома південноамериканська родина харациноподібних (Characiformes) риб.
Назва походить від грецьких слів ημί = «половина» та οδούς = «зуби», вона пов'язана із тим, що в представників типового роду Hemiodus зуби присутні лише на верхній щелепі.
Родина включає 5 родів з 34 видами:
- Anodus  Cuvier, 1829 (2 види);
- Argonectes  Böhlke & Myers, 1956 (2 види);
- Bivibranchia  Eigenmann, 1912 (5 видів);
- Hemiodus  Müller, 1842 (23 види);
- Micromischodus  Roberts, 1971 (1 вид).

Раніше за морфологічними ознаками родину Hemiodontidae поділяли на 2 підродини: Anodontinae (Anodus і Micromischodus) та Hemiodontinae. Підродина Hemiodontinae, в свою чергу, складалася з 2 триб: Hemiodontini (Hemiodus) та Bivibranchiini (Argonectes і Bivibranchia). Проте такий поділ не узгоджується з молекулярними даними, які свідчать про існування окремих клад Bivibranchia, Argonectes, Anodus + Micromischodus + Hemiodus immaculatus та решта видів Hemiodus. Остання клада складається із кількох груп видів: H. quadrimaculatus, H. orthonops + H. unimaculatus, H. microlepis та клади, що містить види з поздовжньою смугою (H. thayeria, H. tocantinensis, H. atranalis, H. goeldii, H. semitaeniatus).
Поява геміодових оцінюється періодом від пізньої крейди до середнього палеогену (39–93,4 млн років тому). Добою палеогену датується поява представників роду Bivibranchia, решта родів з'явилася в добу міоцену. Скам'янілості, що належать представникові роду Hemiodus, були виявлені в шарах середнього міоцену (приблизно 16–11,6 млн років тому) формації Пебас (англ. Pebas Formation) у перуанській Амазонії. Вони містять чотири ізольованих передщелепних зуби.
Дослідження еволюційних зв'язків Hemiodontidae з іншими родинами харациноподібних пропонували як найближчих родичів Serrasalmidae, Cynodontidae, Parodontidae, Anostomidae, Chilodontidae, Curimatidae, Prochilodontidae.
Напівзубі поширені в тропічних прісних водоймах Південної Америки, виключно на схід від Анд, а саме в басейнах Амазонки та Ориноко, річках Гвіани, а також далі на південь, включаючи басейн Ла-Плати. Близько 84 % видів живе в Амазонії. Деякі види зустрічаються на висотах понад 1000 м в гірських потоках Анд.
Розмір дорослої особини коливається в межах 7—30 см завдовжки. Тіло обтічне, веретеноподібної форми. 50—125 лусок у бічній лінії. 18—23 промені в грудних плавцях, 9—11 розгалужених променів у черевних плавцях. Хребців 40—45. Рот нижній. Нижня щелепа в більшості видів маленька й беззуба. Micromischodus sugillatus єдиний з напівзубих має зуби на нижній щелепі протягом усього життя. Представники родів Bivibranchia та Argonectes є єдиними серед харациноподібних, в яких виступає верхня щелепа. Крім того, ця щелепа має унікальний механізм випинання, а рот здатний закриватися, коли верхня щелепа висунута вперед. Жирова повіка присутня й добре розвинена. Зяброві мембрани вільні. В представників роду Anodus відсутні зуби на щелепах, але вони мають численні (до 200 на першій дузі) тонкі та видовжені зяброві тичинки, а також особливі глоткові структури, за допомогою яких вони проціджують планктон.
Більшість видів має круглу пляму посередині боків, а ще смугу вздовж нижньої лопаті хвостового плавця.
Напівзубі — це прісноводні, зазвичай пелагічні риби. Швидко плавають, утворюють невеликі зграї в озерах та в руслах великих річок. Харчуються переважно на дні, всмоктуючи пісок разом із дрібними безхребетними, що мешкають у ньому, а також детритом та водоростями. Поведінка та репродуктивна біологія Hemiodontidae майже невідомі.
Деякі види тримають в акваріумах.